# Fernando Gómez-Mont
Fernando Gómez-Mont Urueta né le 11 janvier 1963 à Mexico, est un homme politique mexicain.
De 2008 à 2010, il est Secrétaire à l'Intérieur.